# The Struggle (filme)
The Struggle é um filme norte-americano de 1931 em longa-metragem, do gênero drama, dirigido por D. W. Griffith. O filme foi feito primeiramente no estúdio da Audio-Cinema no Bronx, em Nova Iorque com algumas filmagens ao ar livre nas ruas do Bronx.
Este foi o último filme de D. W. Griffith.

## Elenco
- Hal Skelly ... Jimmie Wilson
- Zita Johann ... Florrie
- Charlotte Wynters ... Nina
- Evelyn Baldwin ... Nan Wilson
- Jackson Halliday ... Johnnie Marshall
- Edna Hagan ... May
- Claude Cooper ... Sam
- Arthur Lipson ... Cohen
- Charles Richman ... Mr. Craig
- Helen Mack
- Scott Morre
- Dave Manley

## Sinopse
O casamento de um jovem casal é prejudicado quando o marido torna-se um alcoólatra.